# Abijatasøen
Abijatasøen er en 17 kilometer lang og 15 km bred sø i Etiopien. I det nordøstlige hjørne af søen er der et nogle varme kilder som til trækker både turister og lokale. Der udvindes også soda ved søbredderne.
7°37′N 38°36′Ø / 7.617°N 38.600°Ø
|  | Infoboks uden skabelon Denne artikel har en infoboks dannet af en tabel eller tilsvarende. |